# City Stadium
Das City Stadium ist ein American-Football- und Fußballstadion in der US-amerikanischen Stadt Richmond, Virginia. Die Sportstätte bietet auf ihren unüberdachten Rängen 22.611 Plätze.
Das 1929 erbaute Stadion wird seit 1993 von der Fußballmannschaft Richmond Kickers aus der United Soccer League (USL) genutzt. Zuvor wurden hier auch von 1929 bis 2009 die Spiele der American-Football-Mannschaft der University of Richmond, den Richmond Spiders, ausgetragen.